# Nippon Yusen

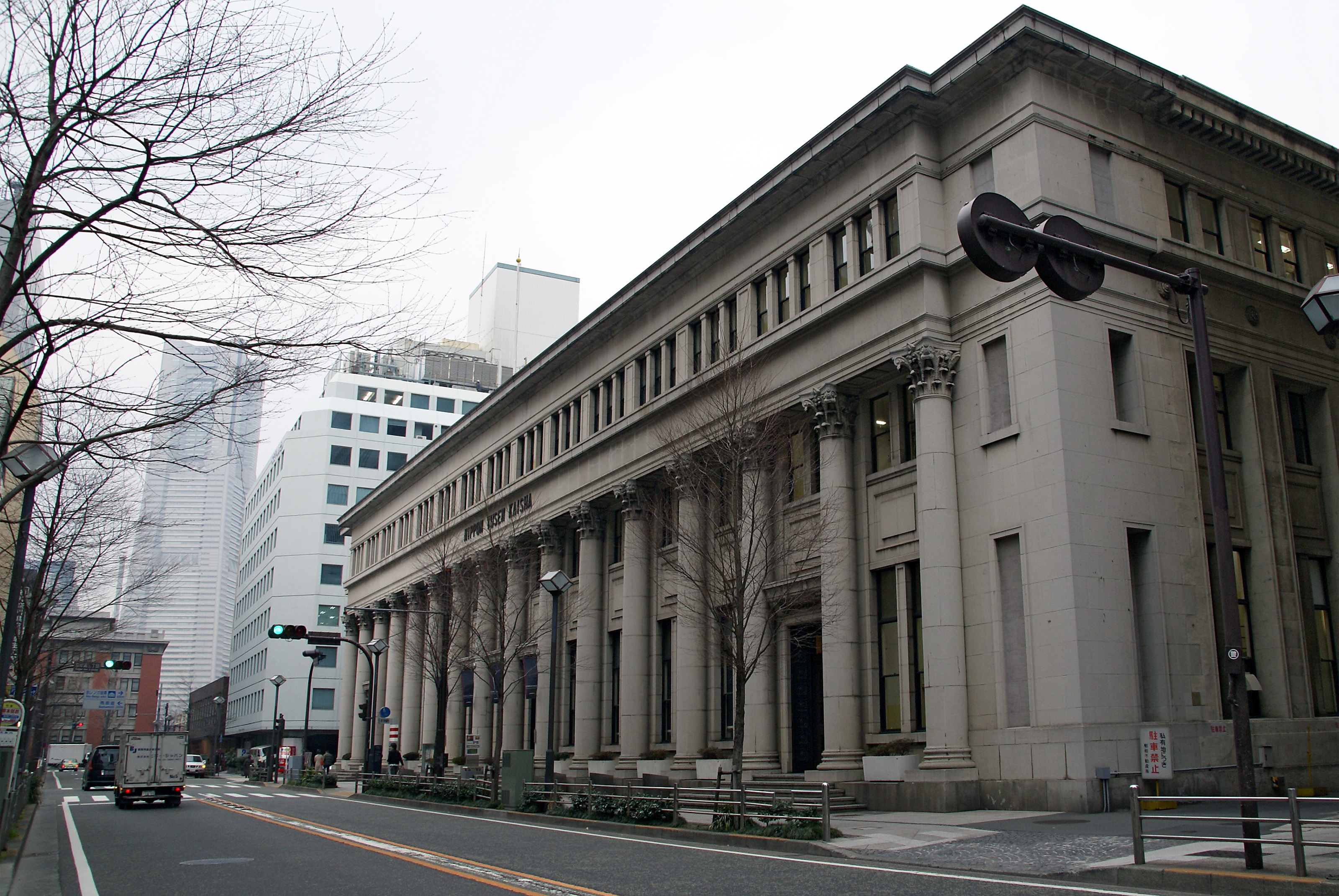
Il NYK Maritime Museum e la filiale della NYK di Yokohama

La Nippon Yusen Kabushiki Kaisha (日本郵船株式会社?, Nippon Yūsen Kabushiki Kaisha, Japan Mail Shipping Line o NYK Line) è una delle più antiche e grandi società di navigazione del mondo. Fa parte del Gruppo Mitsubishi e ha la sede principale a Chiyoda (Tokyo), Giappone.

## Storia

### 1870-1900
La società fa risalire la sua storia alla compagnia di navigazione Tsukumo Shokai fondata dal clan Tosa nel 1870. Nel 1875, rinominata Mitsubishi Shokai, la società inaugurò il primo servizio di navi passeggeri, con una rotta da Yokohama a Shanghai; e in quello stesso anno, il nome della società fu cambiato in Mitsubishi Mail Steamship Company ["Società di piroscafi postali Mitsubishi"]. Nel 1885, una fusione con la Kyodo Unyu Kaisha (fondata nel 1882) portò all'adozione dell'attuale nome della società.
La società risultante dalla fusione aveva una flotta di 58 piroscafi ed espanse rapidamente le sue attività, prima ad altri porti dell'Oriente e poi in tutto il mondo, con un servizio di linea per Londra che venne inaugurato nel 1899.

### 1900-1950
La maggioranza delle navi mercantili, navi cisterna e navi di linea giapponesi navigavano in questo periodo sotto la bandiera della NYK. Servizi regolari collegavano Kōbe e Yokohama con l'America del Sud, Batavia, Melbourne, Città del Capo; e crociere frequenti con San Francisco e Seattle. Altre rotte collegavano battelli cinesi che facevano cabotaggio locale sulle coste cinesi e sull'alto Fiume Azzurro.
Le rotte oceaniche andavano verso est dal Giappone a Vancouver (Canada) o Seattle (USA). Un'alternativa era fermarsi alle Hawaii e continuare per San Francisco e il Canale di Panama. Le successive rotte commerciali furono verso sud dal Giappone, attraverso il Mar Cinese Orientale. Queste andavano verso l'Asia Sud-Orientale, le coste della Cina e verso l'India e l'Oceano Indiano, in Europa o Batavia (Indie Olandesi) o Australia e Nuova Zelanda. I servizi più veloci impiegavano dieci giorni da Yokohama a Seattle e un mese in Europa.
Le rotte marittime locali collegavano 78 porti marittimi nazionali (38 aperti al commercio estero). Yokohama, Kobe e Osaka avevano la maggiore importanza per gli scambi con il Giappone. Questi porti avevano il terzo, quarto e ottavo posto nel tonnellaggio netto registrato nel mondo. Il carbone passava da Moji a Osaka e Yokohama. Il legname di Karafuto rappresentava la terza parte dello scambio locale. I prodotti di soia da Dairen e Ryojun arrivavano a Yokohama. La canna da zucchero del Mandato del Pacifico meridionale e di Formosa, il cotone, il sale e i minerali rappresentavano altre parti importanti di queste transazioni di trasporto. Nel 1926 la Toyo Kisen Line (TKK), con la sua flotta di nove navi, si fuse con la NYK. L'attuale foggia dei fumaioli fu introdotta nel 1929. La società gestiva anche i servizi che collegavano il Giappone metropolitano alle sue province esterne (Chosen, Karafuto, Kwantung, Formosa e il Mandato meridionale) dell'Impero.
Dal 1924 tutte le navi da carico dell'NYK diventarono motonavi. NYK introdusse le sue prime motonavi passeggeri nel 1929, ma continuò a comprare navi passeggeri sia a vapore sia a motore fino al 1939.
Nella Seconda guerra mondiale la NYK Line fornì il trasporto militare e le navi ospedale per l'Esercito e la Marina imperiali giapponesi. Molti battelli furono affondati dalle marine alleate, e installazioni e porti furono attaccati dall'aria. Soltanto 37 navi della NYK sopravvissero alla guerra. La società perse 185 navi di supporto alle operazioni militari nel Pacifico. Prima della guerra la NYK aveva 36 navi passeggeri; al tempo della resa del Giappone solo una, la motonave Hikawa Maru, sopravvisse.
I battelli e le attrezzature della NYK furono confiscate dalle autorità alleate come indennità, o prese dagli stati asiatici recentemente liberati nel 1945-46. La SCAJAP requisì la Hikawa Maru come nave di trasporto per rimpatriare soldati e civili dai territori che erano stati liberati dall'occupazione giapponese.

### Navi selezionate
La flotta della NYK si espanse a scatti, rispondendo alle mutate condizioni economiche e a mutamenti percepiti nel mercato dei viaggi nei transatlantici passeggeri. L'evoluzione della flotta rispecchia alcuni di quegli sviluppi. Negli elenchi seguenti, le date dei viaggi inaugurali sono indicati con il nome di ciascuna nave.
Tra le molte navi nella prima flotta della NYK, alcuni nomi comprendono categorie seriali. Ad alcune navi fu messo il nome di santuari shintoisti e ad altre quello di antiche province, città, montagne o isole del Giappone. Alcune navi avevano nomi esplicitamente non giapponesi, come quelle che prendevano nome da città.
Santuari shintoisti

Chichibu Maru(1930).

Hie Maru (1930).

Heian Maru (1930).

Hikawa Maru (1930).

Kasuga Maru (1940).

Kitano Maru (1909).

Nitta Maru (1939).

Tatsuta Maru (1930).

Terukuni Maru (1930)

Yawata Maru (1939)
Province

Awa Maru (1899).

Awa Maru (1942).

Kaga Maru (19__).

Noto Maru (1934).

Tango Maru (1905).
Montagne

Asama Maru (1929).

Maya Maru (1925).

Rokko Maru (1923).
Città

Asuka Maru (1924).

Calcutta Maru (1917).

Dakar Maru (1920).

Durban Maru (1920).

Hakone Maru (1921)

Lima Maru (1920).

Lisbon Maru (1920).

Lyons Maru (1920).
Miscellanei

Korea Maru (1901).

Kyushu Maru (1862).

Siberia Maru (1901).

Taiyo Maru (1911).

Toyama Maru (1915).

Yoshida Maru (1941).

### 1950-presente

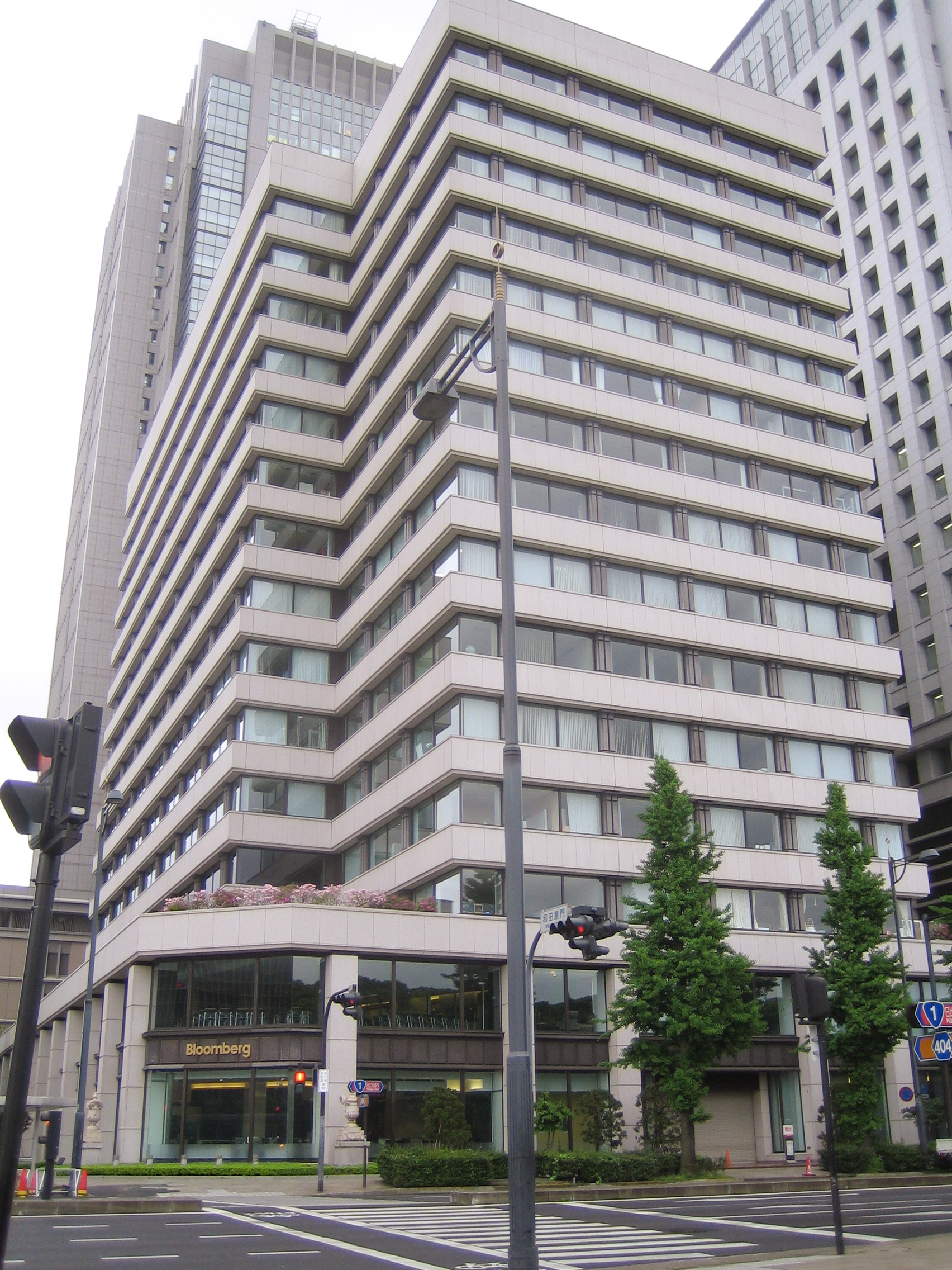
Ufficio centrale della NYK Line (日本郵船) a Marunouchi, Chiyoda (Tokyo), Giappone

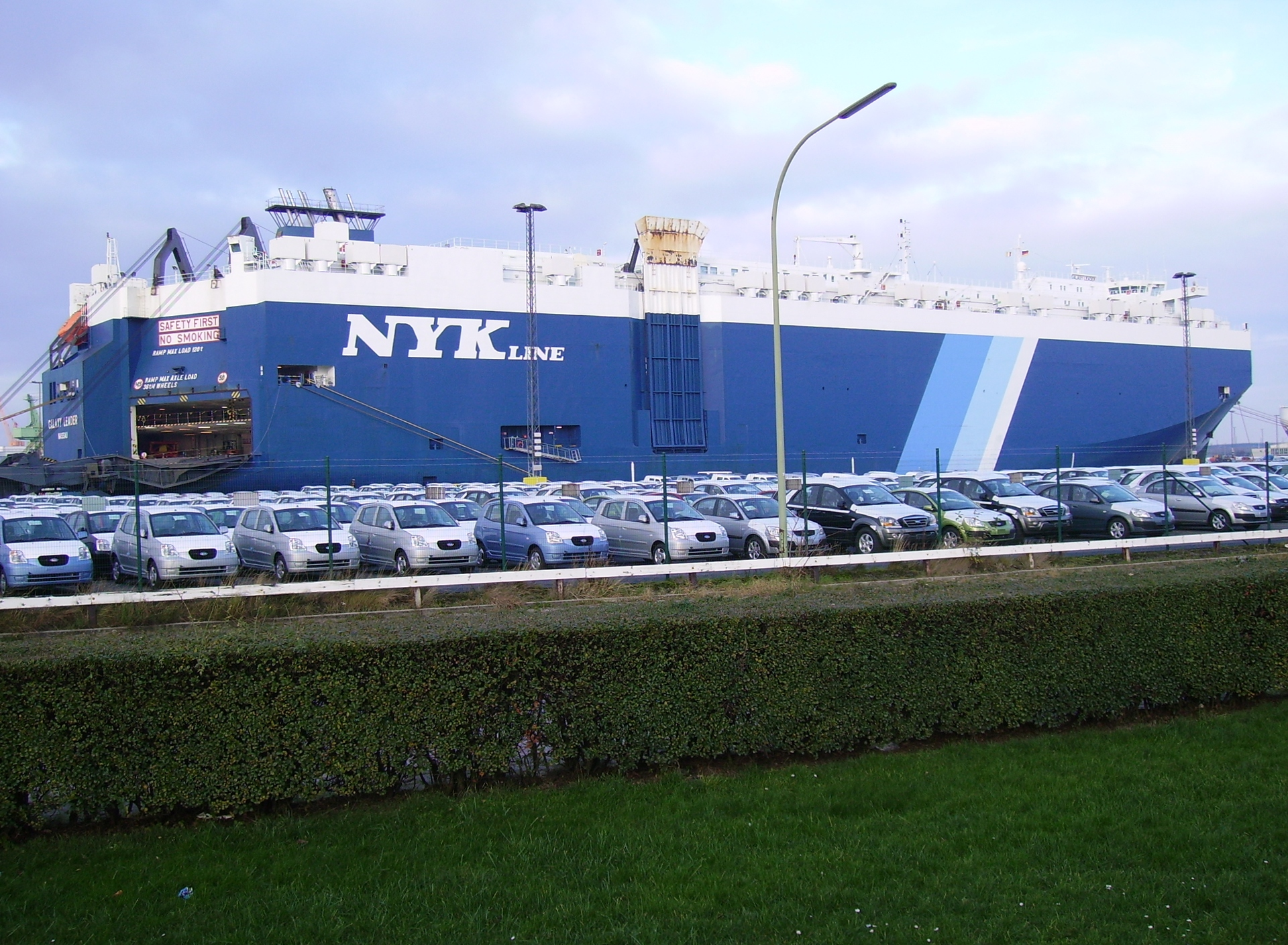
Portaveicoli NYK Galaxy Leader alla banchina di Bremerhaven in Germania (dicembre 2006)

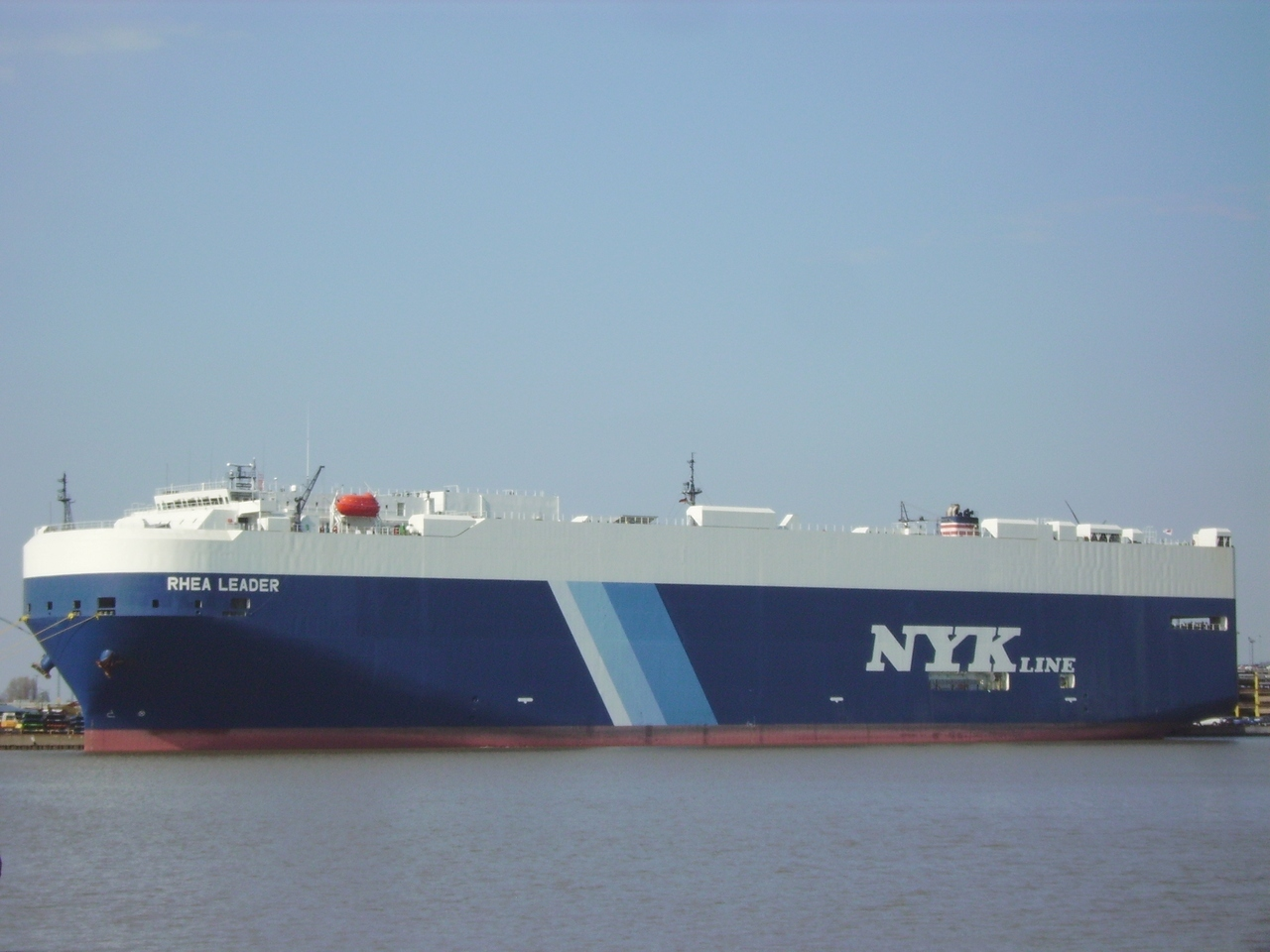
Portaveicoli NYK Rhea Leader

Entro la metà degli anni 1950 le navi della NYK erano tornate a vedersi in giro per il mondo.
Poiché la domanda di navi passeggeri oscillava negli anni 1960, la NYK espanse le attività nel trasporto merci, gestendo la prima nave portacontainer del Giappone Hakone Maru in una rotta verso la California nel 1968 e istituì presto rotte di navi portacointainer in molti altri porti. La NYK divenne socia della Nippon Cargo Airlines nel 1978, e nel 1985 aggiunse un servizio di treni portacontainer negli Stati Uniti in cooperazione con la Southern Pacific.
La NYK fece rivivere il settore delle navi passeggeri nel 1989 con le navi da crociera gestite dalla sua sussidiaria appena costituita Crystal Cruises.
Nel 1990 la NYK riprese i servizi passeggeri sotto il suo nome quando la MS Asuka entrò in servizio sul mercato giapponese delle crociere. Nel 2006 la Asuka fu sostituita dalla Asuka II, molto più grande, ex Crystal Harmony della Crystal Cruises.
Alla fine di marzo 2008, Il Gruppo NYK stava gestendo circa 776 grandi transatlantici, nonché flotte di aerei, treni e camion. La flotta di navigazione della società include circa 155 navi portacontainer, 286 navi rinfusiere, 55 navi portalegname, 113 navi portaauto, 21 navi frigorifere, 78 navi cisterna, 30 navi gasiere e 3 navi da crociera. Il fatturato della NYK nell'anno fiscale 2007 era di circa 26 miliardi di dollari e come gruppo la NYK impiega circa 55.000 persone in tutto il mondo. La società ha uffici in 240 luoghi in 27 paesi, depositi su quasi ogni continente e operazioni portuali in Asia, Nord America ed Europa. La NYK ha sede a Tokyo e ha sedi regionali a Londra, New York, Singapore, Hong Kong, Shanghai, Sydney e São Paulo.

### 2016
Lunedì 31 ottobre 2016, la Kawasaki Kisen Kaisha, la Mitsui OSK Lines e la Nippon Yusen Kabushiki Kaisha si accordarono per fondere le loro attività nelle navi portacontainer attraverso la costituzione di una società mista completamente nuova. L'integrazione includerà anche le loro attività terminalistiche d'oltremare. La nuova società inizierà le operazioni da aprile 2018.

### Divisione specializzata delle navi PCTC / RORO
La divisione RORO della NYK rappresenta il più grande vettore transoceanico RORO del mondo. La flotta di navi RORO della NYK ha una capacità di 660.000 automobili che rappresenta poco più del 17% della capacità globale delle flotte adibite al trasporto di automobili, con particolare riguardo alle navi PCTC (Pure Car and Truck Carrier, "vettori puri per automobili e camion"). Sono schierati a livello mondiale oltre 123 traghetti che trasportano automobili fabbricate in Giappone, Stati Uniti e Unione Europea verso Asia, Medio Oriente, America del Nord e del Sud, Australia, Africa ed Europa. Oltre ad auto nuove di zecca, la NYK trasporta in tutto il mondo carichi pesanti (come escavatori, gru mobili, camion e autobus nuovi e usati, rimorchi) e pezzi statici.

### Flotta
Le navi che compongono l'attuale flotta della NYK prendono nominazioni varie. I nomi suddividono le navi in serie e prendono spunto da fiori, stelle, costellazioni e province del Giappone del periodo pre-Meiji.

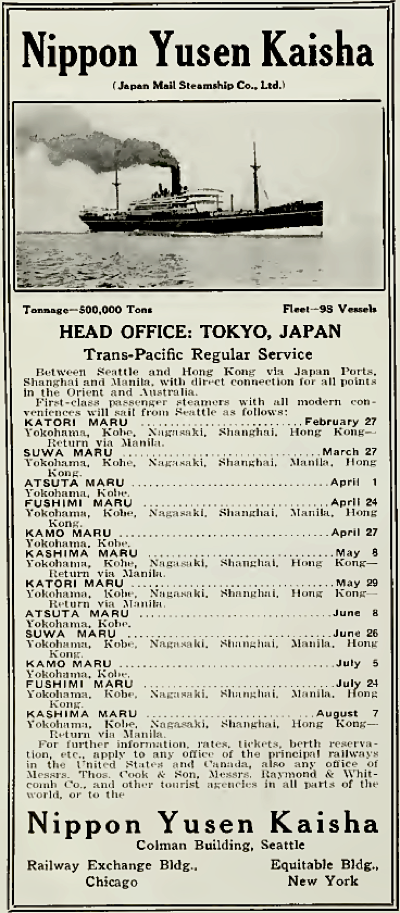
Pubblicità di partenze da Seattle, Washington, marzo 1918

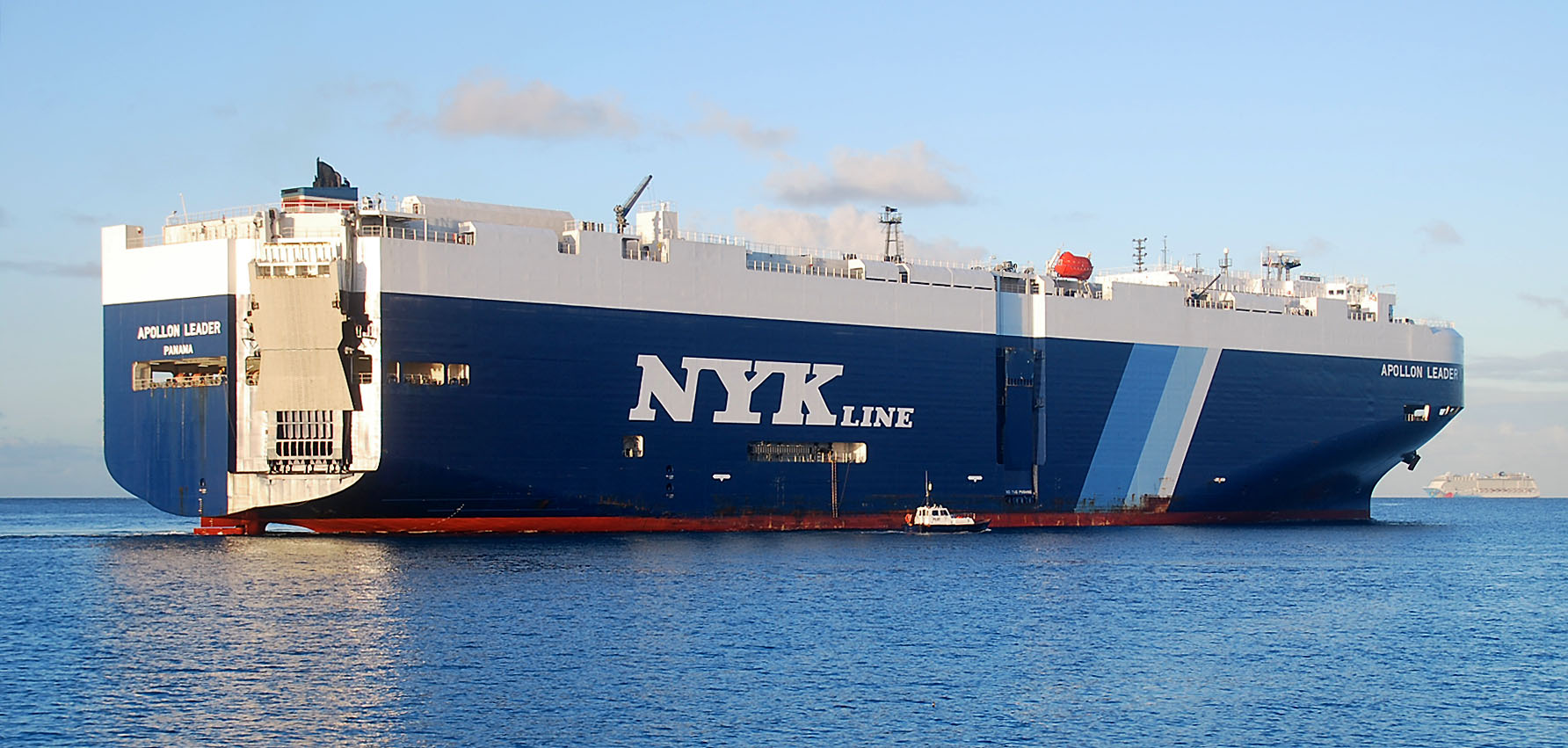
Portaveicoli NYK Apollon Leader

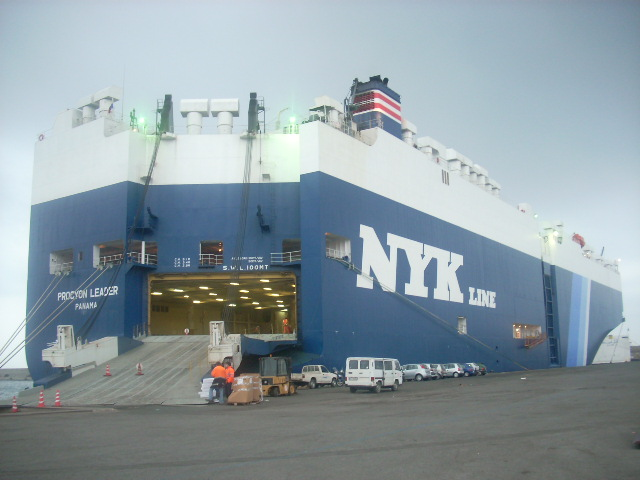
Procyon Leader

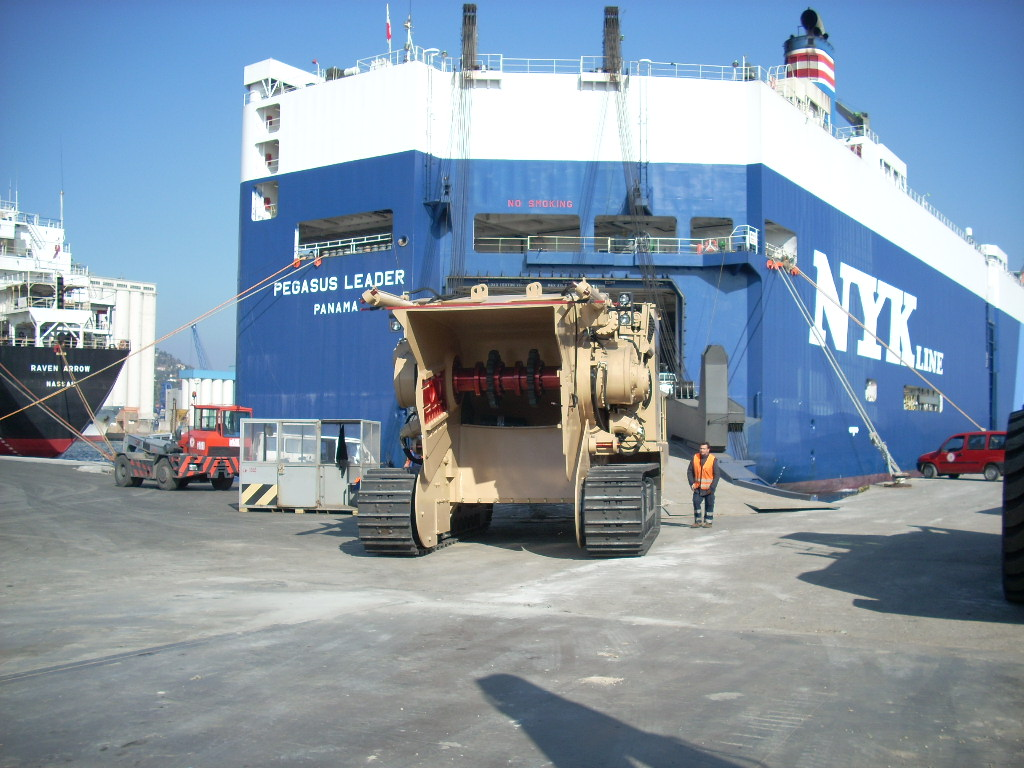
Pegasus Leader

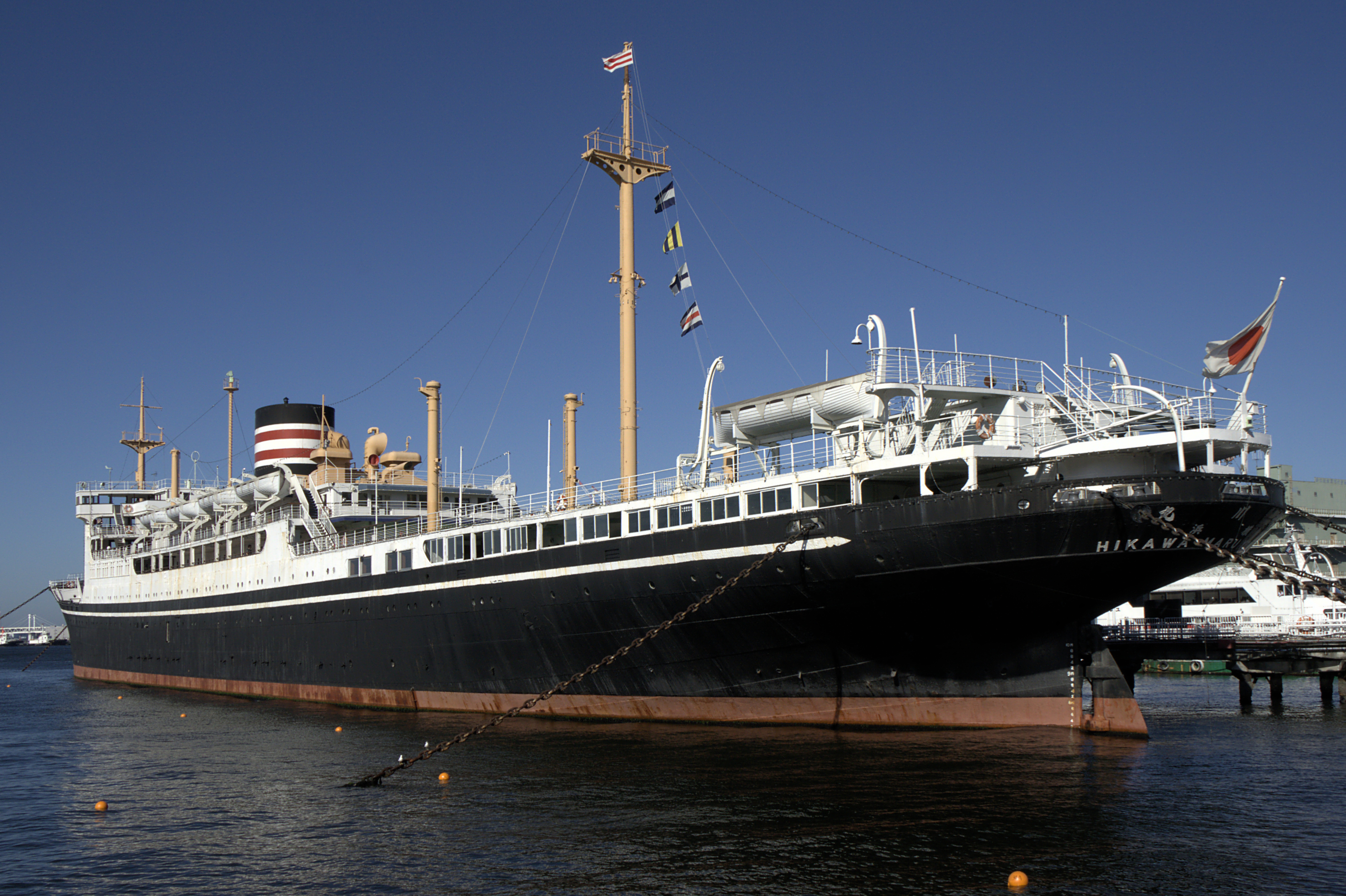
Il transatlantico NYK Hikawa Maru conservato a Naka-ku (Yokohama)

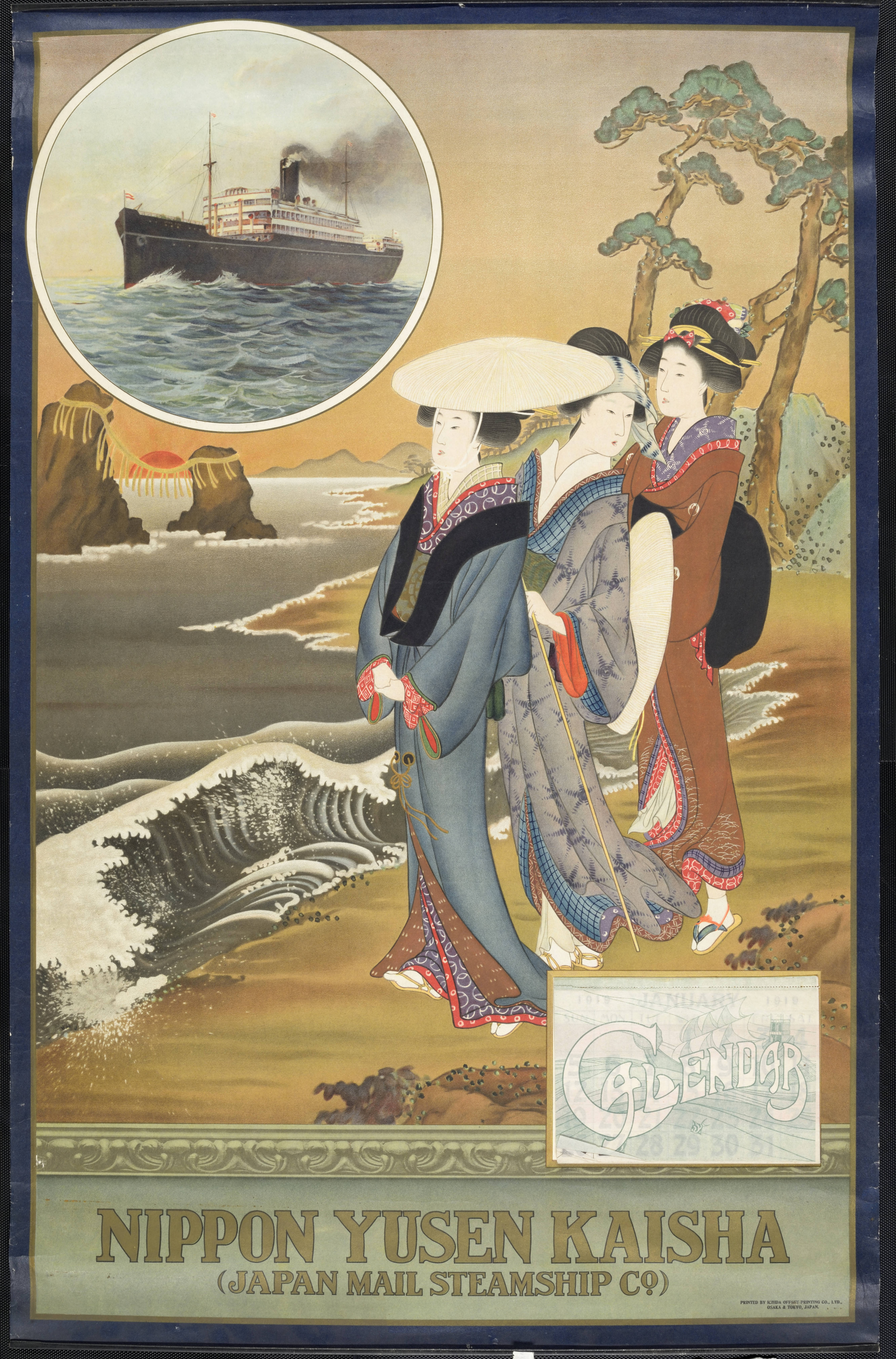
Calendario pubblicitario, 1919

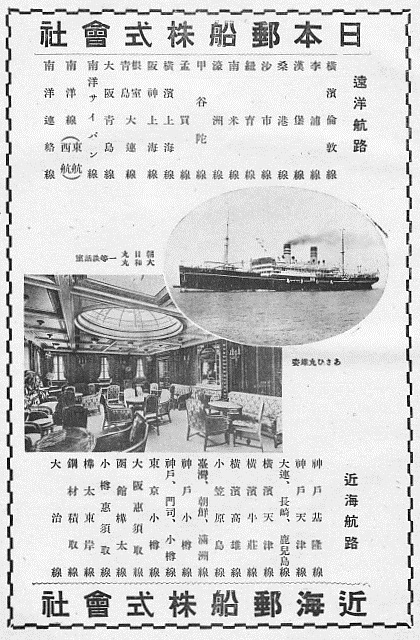
Pubblicità, anni 1930 circa

Fiori

ACX Cherry (1994)

ACX Hibiscus (1997)

ACX Jasmine (1996)

ACX Lily (1990)

ACX Magnolia (1998)

ACX Marguerite (1997)

ACX Salvia (1997)
Stelle

NYK Altair (2010)

NYK Antares (1997)

NYK Canopus (1998)

NYK Deneb (2007)

NYK Rigel (2009)

NYK Sirius (1998)

NYK Vega (2006)
Costellazioni

Aries Leader (2014)

Auriga Leader (2008)

Andromeda Leader (2007)

Apollon Leader (2007)

Cepheus Leader (2006)

NYK Leo (2002)

NYK Orion (2008)

NYK Pegasus (2003)

NYK Phoenix (2003)

NYK Virgo (2007)
Province

Iga Maru (1996)

Izu Maru (1997)

Izumo Maru (1997)

Kaga Maru (1988)

Sanuki Maru (1997)

Settsu Maru (1997)

Shima Maru (1997)
Miscellanei

Asama Maru (1954)

Astoria Maru (1952)

Galaxy Leader (2002)

Hakone Maru (1968)

Hikawa Maru (1974)

Zeus Leader (2009)